# Petrus Camper
Petrus Camper, nizozemski anatom, * 11. maj 1722, Leyden, † 7. april 1789, Haag.